# نشان شیر و خورشید سرخ ایران
مدال شیر و خورشید سرخ در دوره پادشاهی محمدرضاشاه پهلوی و برای ستایش از کسانی که در راه دستیابی به آرمان‌های جمعیت شیر و خورشید سرخ ایران کوشیده بودند، ایجاد گردید.